# Pan Wuyun
Pān Wùyún 潘悟云 (* März 1943 in Rui’an) ist ein führender chinesischer Sprachwissenschaftler und Spezialist für chinesische Phonologie.

## Werdegang
Pān Wùyún schloss 1982 ein Doktoratsstudium an der Fudan-Universität in Shanghai ab. Im Jahr 1993 wechselte er von der Pädagogischen Hochschule Wenzhou an die Pädagogische Universität Shanghai, wo er Doktoranden im Fach Modernes Chinesisch betreute. 1999 wurde er stellvertretender Vorsitzender des Verbandes der Wissenschaftler von Shanghai und Vorsitzender des Sprachforschungsinstitutes des Verbandes. Seit Mitte der 1980er Jahre unterrichtete er u. a. an der Universität Berkeley, an der University of Wisconsin, an der Universität Oslo, an der City University of Hong Kong und an der Chinese University of Hong Kong.

## Forschungsschwerpunkte
Schwerpunkte in der Forschung und Lehre von Pān Wùyún sind die historische Phonologie des Mittel- und des Altchinesischen sowie Dialektforschung.

## Werke

### Monografien
- Dōngfāng yǔyán yǔ wénhuà: Dūnhuáng zīliào 东方语言与文化：敦煌资料. Dōngfāng chūbǎn zhōngxīn 东方出版中心, Shanghai 2002, ISBN 7-80627-757-9.
- Hànyǔ lìshǐ yīnyùnxué 《汉语历史音韵学》. Shànghǎi jiàoyù chūbǎnshè 上海教育出版社 2000, ISBN 7-5320-6820-X.
- Pān Wùyún zìxuǎnjí 《潘悟云自选集》, Ānhuī jiàoyù chūbǎnshè 安徽教育出版社, Hefei 2002, ISBN 7-5336-2863-2.

### Übersetzungen
- Yuánshǐ Hànyǔ yǔ zàngyǔ 《原始汉语与汉藏语》(Nicholas C. Bodman: Proto-Chinese and Sino-Tibetan), Zhōnghuá shūjú 中华书局, Beijing 1995, ISBN 7-101-00924-7 (gemeinsam mit Féng Zhēng 冯蒸).
- Shànggǔ Hànyǔ de fǔyīn xìtǒng 上古汉语的辅音系统. Zhōnghuá shūjú 中华书局, Beijing 1999, ISBN 7-101-02225-1 (Edwin G. Pulleyblank: The consonantal system of Old Chinese; gemeinsam mit Xú Wénkān 徐文堪).
- Hàn wén diǎn 汉文典. Shànghǎi císhū chūbǎnshè 上海辞书出版社 1997, ISBN 7-5326-0214-1 (Bernhard Karlgren: Grammata Serica).